# Koziorożec syberyjski
Koziorożec syberyjski (Capra sibirica) – ssak z rodziny wołowatych. Występuje w północnej i środkowej Azji.
Wpisany do Czerwonej księgi gatunków zagrożonych Międzynarodowej Unii Ochrony Przyrody i Jej Zasobów i zaliczony do kategorii LC (niższego ryzyka).